# 道の駅米山
道の駅米山（みちのえき よねやま）は、宮城県登米市にある国道346号の道の駅である。愛称はあぐりパーク。
ゴールデンウィーク（4月29日 - 5月5日）には東北最大規模の「チューリップ祭り」が行われる。

## 施設
- 駐車場
  - 普通車：110台
  - 大型車：8台
  - 身障者用：3台
- トイレ
  - 男：大 8器（5器）、小 15器（10器）
  - 女：14器（10器）
  - 身障者用：5器（3器）

※（）内は、24時間利用可能
- 公衆電話：1台
- アグリピア館
  - 農産物直売所
- レストラン「ふる里センターY・Y」（9:00 - 18:00 冬季：9:00 - 17:30）
- 最先端技術ハウス
- 西野農村公園

## 休館日
- 土・日曜日・祝祭日

## アクセス
- 国道346号（宮城県道15号古川登米線重複区間）
  - 宮城県道198号新田米山線

## 周辺
- 平筒沼ふれあい公園（平筒沼ふれあい公園桜まつり会場）
- 登米市役所米山総合支所
- 米山郵便局
- 登米市立米山中学校
- 登米市立米岡小学校